# Izaur
Izaur – imię męskie pochodzenia łacińskiego. Wywodzi się od słowa oznaczającego osobę pochodzącą z Izaurii (region Azji Mniejszej). Patronem tego imienia jest św. Izaur diakon, męczennik, wspominany razem ze śwśw. Feliksem, Innocentym, Jeremiaszem i Peregrynem. 
Izaur imieniny obchodzi 17 czerwca.
Żeński odpowiednik: Izaura.